# Hydroxycitronellal
Hydroxycitronellal ist eine chemische Verbindung aus der Gruppe der substituierten Aldehyde. Es tritt in zwei stereoisomeren Formen auf.

## Vorkommen

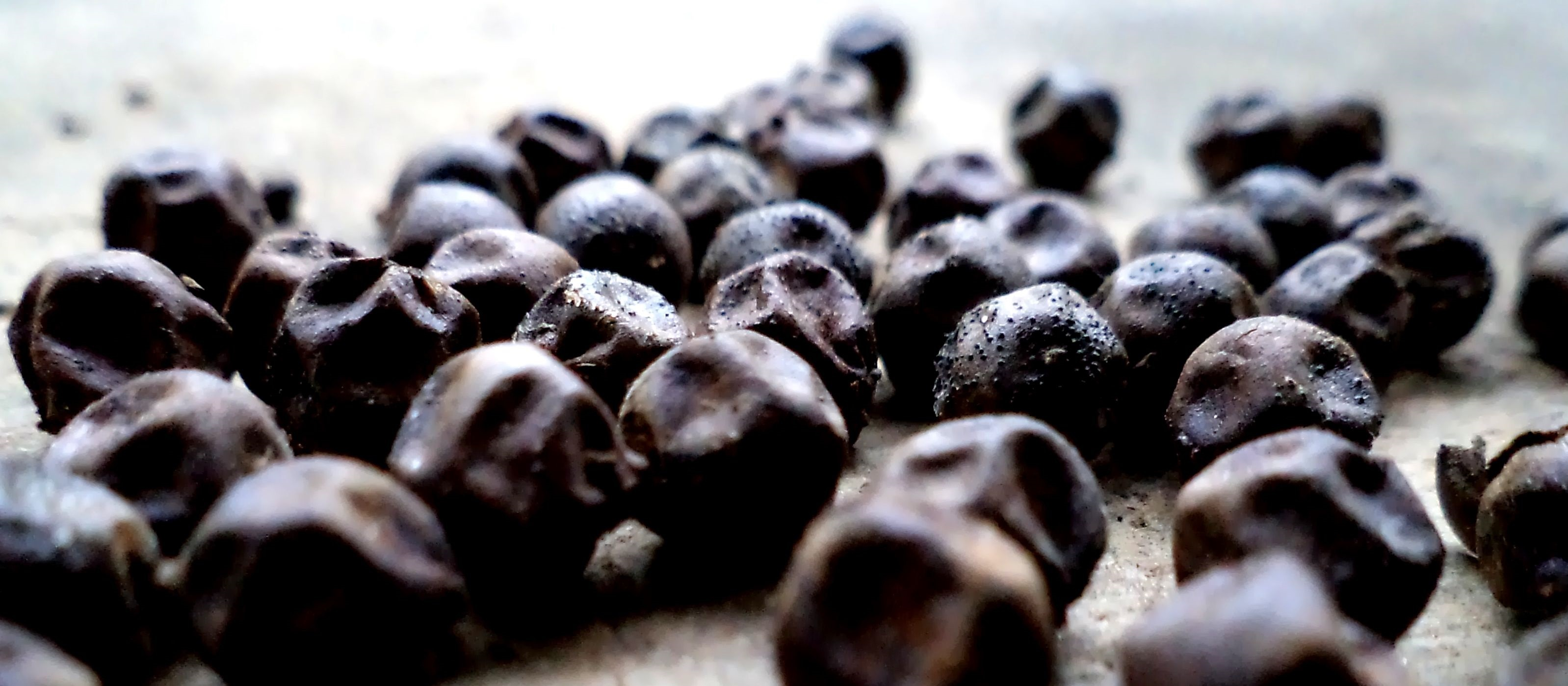
In Pfeffer ist natürlicherweise Hydroxycitronellal enthalten

Hydroxycitronellal kommt natürlich in Eukalyptus (Eucalyptus citriodora) und Pfeffer vor.

## Gewinnung und Darstellung
Hydroxycitronellal kann aus Citronellal durch Hydratisierung von Citronellalbisulfit mit Schwefelsäure und anschließende Hydrolyse mit Alkalien hergestellt werden.

## Eigenschaften
Hydroxycitronellal ist eine brennbare, schwer entzündbare, farblose Flüssigkeit mit blumigem Geruch (nach Cyclamen, Flieder und Maiglöckchen), die schwer löslich in Wasser ist. Hydroxycitronellal ist sehr empfindlich gegen Alkalien und Säuren sowie gegen Luftsauerstoff; bildet mit Alkoholen Acetale, die erheblich stabiler sind als der Aldehyd, aber nicht die feine Duftnote besitzen.

## Verwendung
Hydroxycitronellal wird als Geruchsstoff in Parfüm, Kosmetika, Wasch- und Reinigungsmitteln sowie als Aromastoff für Lebensmittel verwendet. Es ist nur wenig Seifenbeständig.

## Sicherheitshinweise
Hydroxycitronellal ist ein Typ IV-Kontaktallergen.